# L'Imparfait des langues
Albums de Louis Sclavis
Napoli's Walls
(2003) Lost on the Way
(2009)
L'Imparfait des langues est un album du clarinettiste français Louis Sclavis, paru en 2007 sur le label Edition of Contemporary Music. Ce disque a été enregistré par un quintet constitué de Sclavis aux clarinettes et saxophones, Marc Baron au saxophone alto, Paul Brousseau (musicien) aux claviers, électronique et guitare, Maxime Delpierre à la guitare, et François Merville à la batterie. L'enregistrement s'est déroulé en avril 2005 aux Studios La Buissonne, à Pernes-les-Fontaines, en France.

## Liste des titres
| No  | Titre                   | Auteur                          | Durée |
| --- | ----------------------- | ------------------------------- | ----- |
| 1.  | Premier imparfait «a»   | Louis Sclavis et Paul Brousseau | 1:46  |
| 2.  | L'Idée du dialecte      | Louis Sclavis                   | 6:57  |
| 3.  | Premier imparfait «b»   | Louis Sclavis et Paul Brousseau | 1:01  |
| 4.  | Le Verbe                | Louis Sclavis                   | 6:42  |
| 5.  | Dialogue with a Dream   | Louis Sclavis                   | 3:59  |
| 6.  | Annonce                 | Louis Sclavis                   | 1:40  |
| 7.  | Archéologie             | Louis Sclavis                   | 6:12  |
| 8.  | Deuxième imparfait      | Louis Sclavis                   | 2:16  |
| 9.  | Convocation             | Maxime Delpierre                | 1:16  |
| 10. | Palabre                 | Louis Sclavis                   | 4:00  |
| 11. | Le Long du temps        | Louis Sclavis                   | 5:30  |
| 12. | L'Écrit sacrifié        | Louis Sclavis                   | 2:25  |
| 13. | Story of a Phrase       | Louis Sclavis                   | 7:32  |
| 14. | L'Imparfait des langues | Louis Sclavis                   | 3:57  |

## Musiciens
- Louis Sclavis – clarinette, clarinette basse, saxophone soprano
- Marc Baron – saxophone alto
- Paul Brousseau – claviers, échantillonneur, électronique, guitare
- Maxime Delpierre – guitare
- François Merville – batterie